# Piotr Odrobina
Piotr "Peter" Odrobina (ur. 29 września 1983 w Tarnowskich Górach) – polski gitarzysta, członek zespołu Heretique.

## Instrumentarium
Muzyk jest oficjalnym endorserem firmy MG Amplification
Gitary
- Jackson Dinky
- LTD M - 300FM
- Gibson Flying-V
- Fernandes Stratocaster Alder Body (DiMarzio FS-1)

Wzmacniacze i kolumny głośnikowe
- MG FendMess
- Pazuzu 5-Watt Killer Head
- Marshall JCM 800 Bass Cabinet
- Marshall JCM 800 Lead Series Head
- Mesa Boogie Studio Preamp

Efekty
- Ibanez WD7 Weeping Demon
- Ibanez ES2 Echo Shifter - Analog Delay Demo
- TC Electronic
- Eventide Timefactor
- Eventide Space
- Mark L Vanilla Sky